# Elisabeth Lloyd
Elisabeth Anne Lloyd (née le 3 septembre 1956) est une philosophe américaine de la biologie. Elle est titulaire de la chaire Arnold et Maxine Tanis d'histoire et de philosophie des sciences et est également professeure de biologie, professeure auxiliaire de philosophie à l'Université de l'Indiana à Bloomington, chercheuse affiliée à l'Institut Kinsey et faculté auxiliaire au Centre d'étude intégrative du comportement animal.

## Formation et carrière
Lloyd est née à Morristown, New Jersey, et obtient son BA en science et théorie politique de l'Université du Colorado à Boulder en 1980, summa cum laude. Lloyd étudie avec Bas van Fraassen à l'Université de Princeton pour un doctorat en philosophie entre 1980 et 1984. Alors qu'elle est étudiante à Princeton, elle passe un an (1983) à étudier avec Richard C. Lewontin au Musée de Zoologie comparée .
Elle travaille comme professeure adjointe au Département de philosophie de l'Université de Californie à San Diego, de 1985 à 1988 ; puis est professeur adjoint, puis professeur associé, puis professeur titulaire au Département de philosophie de l'Université de Californie à Berkeley de 1988 à 1999, avant de rejoindre l'Université de l'Indiana.
En 2022, elle est élue Fellow de l'Académie américaine des arts et des sciences .

## Travail philosophique
Son livre de 2005, The Case of the Female Orgasm, est largement discuté dans la presse savante et populaire, notamment Isis, Nature et The New York Times. Le livre critique ce qu'il décrit comme des préjugés anti-scientifiques infectant les nombreuses explications adaptatives proposées de l'orgasme féminin. Lloyd poursuit en affirmant que les preuves disponibles, telles que les études de sexologie, sont beaucoup plus favorables à une explication neutre du "sous-produit" avancée par Donald Symons, selon laquelle l'orgasme féminin est le résultat du développement de l'orgasme en tant que trait d'espèce en raison de son rôle critique chez les mâles pour la procréation (semblable aux explications de la raison pour laquelle les mamelons, qui sont nécessaires pour l'allaitement chez les femelles, sont également présents chez les mâles). Le livre reçoit tellement d'attention qu'il est ridiculisé dans un épisode de Saturday Night Live parce que son titre ressemble à une version racée d'un roman des Hardy Boys[Quoi ?]. Lloyd travaille sur le sujet depuis deux ans, lorsqu'une discussion avec Stephen Jay Gould en 1986 l'amène à fournir la base de son essai de 1987 en histoire naturelle intitulé "Freudian Slip"  qui est réimprimé en 1992 sous le titre "Male Mamelons et ondulations clitoridiennes' .